# Toldaos (Pantón)
Toldaos (llamada oficialmente San Xoán de Toldaos) es una parroquia y una aldea española del municipio de Pantón, en la provincia de Lugo, Galicia.

## Límites
Limita con las parroquias de Moreda al norte, Mañente al sur, Pantón al oeste y Vid al este, esta última perteneciente al municipio de Monforte de Lemos.

## Organización territorial
La parroquia está formada por dos entidades de población, constando una de ellas en el nomenclátor del Instituto Nacional de Estadística español:
- Toldaos  (Toldaos de Arriba)
- Toldaos de Abaixo

## Demografía
Gráfica demográfica de la aldea y parroquia de Toldaos según el INE español:
| Gráfica de evolución demográfica de Toldaos entre 2000 y 2020 |
|                                                               |
| Datos según el nomenclátor publicado por el INE.              |